# Яденкус, Ионас Юозович
Ионас Юозович Яденкус (род. 1922) — советский работник сельского хозяйства, Герой Социалистического Труда.

## Биография
Родился в 1922 году в Скаудалиуо. Член КПСС с 1964 года.
В 1950—1956 годах — свинарь колхоза «Милашайчюй» Плунгеского района Литовской ССР.
С 1956 года — свинарь совхоза «Кретингале» Клайпедского района Литовской ССР.
За успехи в развитии животноводства, увеличении производства и заготовок мяса, молока и другой продукции передовику Ионасу Яденкусу указом Президиума Верховного Совета СССР от 22 марта 1966 года присвоено звание Героя Социалистического Труда с вручением ордена Ленина и золотой медали «Серп и Молот».
Умер в Кретингале в 1978 году.